# Alnej-Tsjasjakondzja
Alnej-Tsjasjakondzja (Russisch: Алней-Чашаконджа) is een vulkanisch massief in het noordelijk deel van het Russische schiereiland Kamtsjatka. Het massief is opgebouwd uit twee voornamelijk Pleistocene andesiete vulkanen: de noordelijke Alnej (2598 meter) en zuidelijke Tsjasjakondzja (2526 meter), die zich bevinden op een oudere schildvulkaan uit het Plioceen. Ongeveer 2600 jaar geleden barsten twee sintelkegels uit op de flanken van beide vulkanen, waarbij lavastromen ontstonden, waarvan een tot 9 kilometer de oostelijke helling afdaalde. De beide vulkanen zijn bedekt met een gletsjerkap. Alnej is de meest actieve vulkaan en barstte voor het laatst uit rond 1600.